# 고드윈의 법칙

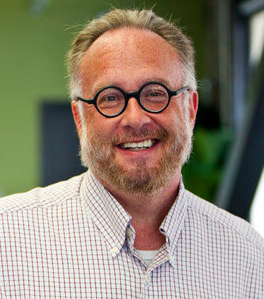
미국의 변호사 겸 작가 마이크 고드윈은 1990년에 그의 이름을 딴 법칙을 Usenet에 소개했다.

고드윈의 법칙 (혹은 히틀러 비유의 고드윈 법칙) 은 인터넷 격언으로 온라인 상의 토론이 길어지면 아돌프 히틀러에 비유하는 말이 나올 가능성이 높아진다는 것으로, 주제에 관계없이 온라인 상에서의 토론이 길어지면 인신공격으로 치닫는다는 뜻이다.
1990년, 미국의 작가이자 변호사인 마이크 고드윈에 의해 널리 알려진 고드윈의 법칙은 본래 유즈넷 뉴스그룹의 토론에서 언급되었다. 그리고 이제 인터넷 포럼과 채팅, 덧글 등 모든 온라인 토론장에 적용되고 있으며, 연설이나 기사 등에서 적용된다.
2012년, 고드윈의 법칙이란 말은 옥스포드 영어사전 제3판에 수록되었다.

## 결론 및 용도
고드윈의 법칙에는 많은 종류가 있다. 일부 종류는 원래 의미보다 더 많이 쓰이기도 한다. (고드윈이 직접 변형하기도 한다). 예를 들어, 관례적으로, 많은 인터넷 토론방에서는 누군가 앞서 설명한 비유를 하면 토론이 진행되고 안되고를 떠나서 토론이 종료되고 비교를 한 사람이 자동적으로 패배한다는 규칙으로 쓰이기도 한다.
고드윈의 법칙은 이 자체로 남용되어 히틀러로 비유하는 것이 적절할 때 토론에서 논점을 흐리거나 물타기 하거나 심지어 검열의 용도로 사용되어 상대방의 주장이 과장되었다고 잘못 인용된다. 이 법칙의 비슷한 비판 (혹은 최소한 독일의 전쟁 범죄와 비교하는 것을 금지하는 왜곡된 주장) 이 미국의 변호사이자 언론인, 작가인 글렌 그린월드에 의해 제기되었다.

## 역사
고드윈은 1990년에 밈학에서 고드윈의 법칙을 하나의 경험으로 소개했다.
고드윈의 법칙은 논리적 오류라 주장하지 않는 대신 부적절한 과장된 비교의 주장의 빈도를 줄이기 위한 밈의 도구로 쓰인다. 고드윈은 "이 법칙은 자연이나 수학에 대한 법칙으로 고의적으로 정해졌다 할지라도, 이 법칙의 목적은 수사적이고 교육적이다. 토론에서 나치를 들먹이는 사람들 대다수가 사려 깊거나 이해관계에서 벗어나 객관적이지 않았다는 점을 알려주고 싶었다"라 하였다. 2015년 12월, 고드윈은 공화당의 대통령 후보 도널드 트럼프에 대해 몇몇 기사에서 나치와 파시스트에 비유한 것을 언급하였다. "만약 여러분이 홀로코스트에 대해 생각이 많고 진짜 역사적인 인식을 보여 준다면, 트럼프나 다른 정치인에 대해 계속해서 히틀러에 비유하세요."

## 같이 보기
- 허수아비 때리기 오류